# Álvaro Chordi Miranda
Álvaro Chordi Miranda, Adsis, né à Pampelune (Espagne) le 4 décembre 1967, est un prêtre catholique espagnol, membre de la communauté Adsis. Il est nommé évêque auxiliaire de Santiago du Chili, par le pape François, le 2 juillet 2022.

## Biographie
Álvaro Chordi Miranda a terminé ses études primaires et secondaires (1973-1980) au Collège Salesiano Ramón Izquierdo de Badajoz et obtient son baccalauréat au Colegio Marista Champagnat de Salamanque.
Il étudie le droit à l'Université de Salamanque, de 1985 à 1991, où il est diplômé d'une licence. Plus tard, avant d'entrer au séminaire, il étudie la théologie (première année) à l'Université pontificale de Salamanque, de 1991 à 1992.
À la faculté de droit de Deusto (1993-1997), il obtient un diplôme en études ecclésiastiques. Il s'est également spécialisé et a obtenu une maîtrise en direction des Exercices Spirituels de l'Université pontificale de Comillas.

### Vie religieuse
Il est membre du synode diocésain de Salamanque au sein de la paroisse de Santa Marta de Tormes, où il est catéchiste des jeunes. Il collabore également activement à la pastorale universitaire de Salamanque.
Il rejoint la communauté religieuse Adsis, une association catholique internationale de fidèles de droit pontifical, et prononce sa profession perpétuelle 2 juin 1990 à Salamanque.
Le 19 juin 1999 Álvaro Chordi reçoit l'ordination sacerdotale des mains de Miguel Asurmendi Aramendía, dans la Cathédrale Sainte-Marie-Immaculée de Vitoria.
En tant que prêtre, il exerce son ministère sacerdotal comme :
- Curé de la paroisse de San Andrés à Vitoria (1999-2003).
- Délégué diocésain pour la pastorale des jeunes de Vitoria (2003-2008), collaborant dans les paroisses de Jésus-Christ ressuscité et de Santa Maria.
- Membre du Conseil diocésain de pastorale de son diocèse d'origine.
- De 2008 à 2012, il est directeur de l'Œuvre diocésaine de formation professionnelle (Diocesanas) et à partir de là, il a promu la fusion avec la 'Fondation Jésus Travailleur' (Jesús Obrero), gérée jusque-là par les Jésuites, créant EGIBIDE (31 mai 2012), où il sert en tant que représentant légal.
- Directeur d'Identité et Mission et coordinateur pastoral jusqu'en 2015. Il a également participé au conseil d'administration de Kristau Eskolade 2011 à 2015.

### Ministère auChili
Le père Chordi arrive au Chili le 5 août 2015, où il œuvre dans l'archidiocèse de Santiago en tant que :
- Conseiller Général d'Adsis, pour le "Cône Sud": Chili, Argentine et Uruguay.
- Responsable de la formation chrétienne des étudiants des universités laïques de l'Archevêché de Santiago et conseiller de la pastorale éducative du vicariat de l'éducation (2015-2018).
- Curé de la paroisse de San Cayetano, et conseiller de la pastorale de l'enseignement supérieur du vicariat pour l'éducation.
- Curé de la paroisse de San Saturnino, à Santiago (depuis 2018) et doyen du doyenné de Yungay.
- Membre du Conseil du presbytérat de l'Archevêché de Santiago (depuis 2020), il collabore à la Commission nationale pour la pastorale des jeunes de la Conférence épiscopale du Chili.
- Vice-président de la Fondation FRÈ, depuis 2020.

### Évêque auxiliaire de Santiago
Le 2 juillet 2022, le pape François le nomme évêque titulaire de Regiana (de) et évêque auxiliaire de Santiago du Chili . Il est consacré évêque le 10 octobre 2022 par le cardinal archevêque de Santiago du Chili Celestino Aós Braco.